# Psychoactief middel
Psychoactieve middelen of psychotrope stoffen zijn substanties die uitwerking hebben op de psyche. Deze stoffen hebben dus invloed op het gedrag of de beleving van de gebruiker. Dit kan gaan om een hallucinogeen effect, maar bijvoorbeeld ook om sedativa of nootrope stoffen.
Men gebruikt de term meestal om middelen aan te geven die een zeer sterk effect hebben (bijvoorbeeld heroïne, cannabis, mescaline, alcohol, nicotine). Hoewel ook alledaagse genotmiddelen als koffie en chocolade een effect kunnen hebben op de psyche, worden deze vanwege het relatief milde effect meestal niet tot de psychoactieve middelen gerekend.
Geneesmiddelen die een effect op de psyche hebben, noemt men psychofarmaca. Geneesmiddelen die niet primair tot de psychofarmaca gerekend worden, zoals antihistaminica, middelen tegen reisziekte en bètablokkers kunnen toch een psychotrope werking hebben.